# Égyptios
Dans l’Odyssée, Égyptios (en grec ancien : Αἰγύπτιος / Aigýptios) est un sujet d'Ulysse, vieillard d'Ithaque.
Il était, selon la mythologie grecque, père de quatre fils, dont un s'appelait Antiphos, qui prit part à la guerre de Troie sous les ordres d'Ulysse, et finit dans ses jours dévoré par le cyclope Polyphème le dernier soir de captivité du roi et de ses compagnons. Des trois enfants qu'il lui restait, deux étaient gestionnaires des biens de la famille, et le troisième, Eurynomos, était un oisif qui fréquentait les prétendants et avait fini par en faire partie, un peu à la manière des parasites. Il approuve la séance demandée par Télémaque.

## Hommage
- (19913) Égyptios, astéroïde nommé en hommage.

## Sources
- Homère, Odyssée [détail des éditions] [lire en ligne], II, 15-34.